# Réseau TERRA-HN
«  TERRA » redirige ici. Pour les autres significations, voir Terra.
 (novembre 2019).
Si vous disposez d'ouvrages ou d'articles de référence ou si vous connaissez des sites web de qualité traitant du thème abordé ici, merci de compléter l'article en donnant les références utiles à sa vérifiabilité et en les liant à la section « Notes et références ».
En pratique : Quelles sources sont attendues ? Comment ajouter mes sources ?
Actif entre 2003 et 2018, le réseau TERRA-HN est un organisme de publication et de diffusion sur les migrations humaines. Il crée plusieurs initiatives, notamment sur son site avec la rubrique politique de gauche Asylon(s).Digitales, présentée comme une « revue scientifique » mais récusant toute neutralité axiologique et dépourvue d'évaluation par les pairs indépendante ; le réseau propose également la collection sur papier « TERRA » aux Éditions du Croquant.

## Historique
Créé en mai 2003, le réseau TERRA-HN s’est constitué au cours de rencontres publiques organisées à l’université Panthéon-Sorbonne et à Sciences Po (CERI). Le réseau publie d'abord sur les réfugiés et le droit d’asile, avant de se concentrer sur les camps d’étrangers, et par extension sur les transformations des relations entre l’Europe, le Maghreb et l’Afrique.
En octobre 2006, le site de TERRA-HN lance la rubrique Asylon(s), publiant tous les ans jusqu'en 2018 et inactive depuis. Orientée à gauche, elle revendique une non-neutralité scientifique. Pour éviter les cadres et formats courants, le nombre d'articles par numéro, la taille des articles et les échéances de parution sont libres. Se présentant comme une revue, Asylon(s).Digitales ne possède dans les faits pas de comité de lecture indépendant : y faire appel biaiserait selon elle insidieusement la ligne éditoriale en vue d'une scientificité qu'elle récuse.

## Engagements politiques
Le 1er juin 2007, face à la création du ministère de l'Immigration, de l'Intégration, de l'Identité nationale et du Développement solidaire, le réseau TERRA-HN lance un appel réunissant, en juin 2009, 7 712 signatures pour dénoncer la  menace « d'un nationalisme d'État et d'une xénophobie de gouvernement ».
En 2009, le site publie une « Lettre ouverte à Mme Valérie Pécresse » dénonçant les entraves qu'une « doctrine officielle et stérile » fait peser sur les intellectuels. Il s'agit de défendre la liberté d'expression du chercheur Vincent Geisser, convoqué pour mesure disciplinaire en raison d'accusations calomnieuses à l'encontre de Joseph Illand, traité d'« idéologue qui traque les musulmans et leurs amis, comme à une certaine époque, on traquait les Juifs et les Justes ». Le chercheur reconnaîtra plus tard que ses assertions étaient « fausses et outrancières ».